# Hydrellia melanderi
Hydrellia melanderi är en tvåvingeart som beskrevs av Deonier 1971. Hydrellia melanderi ingår i släktet Hydrellia och familjen vattenflugor. Inga underarter finns listade i Catalogue of Life.